# California Victory
El California Victory fue un club de fútbol con sede en San Francisco, California (Estados Unidos). Se trataba de una franquicia del Deportivo Alavés impulsada por su entonces presidente Dmitry Piterman, y que compitió en la temporada 2007 de la USL First Division.

## Historia
El 12 de octubre de 2006, la USL First Division confirmó que el empresario ucranio-estadounidense Dmitry Piterman, propietario del Deportivo Alavés de la liga española, había adquirido una franquicia de expansión a partir de la temporada 2007, con un coste total de 529.000 euros. Piterman se basó en la identidad del club vasco para crear un nuevo equipo desde cero, al cual llamó «California Victory», que disputaría sus partidos como local en el Kezar Stadium de San Francisco. 
El nombre «Victory» (en español, victoria) es un juego de palabras que hace referencia a la ciudad de Vitoria, capital de Álava (País Vasco, España), donde se encuentra el Deportivo Alavés. 
La entidad contrató a dos exfutbolistas asentados en California, Glenn van Straatum (entrenador) y Hugo Pérez (asistente), para que formaran un plantel experimentado al que se sumarían cesiones como la de Juan Epitié. Sin embargo, estos planes se vieron truncados por la grave crisis económica e institucional que atravesaba el Deportivo Alavés. En marzo de 2007, un mes antes de comenzar la USL First Division, Piterman vendió su participación en el Alavés y se desentendió del resto de proyectos, dejando las obligaciones a los vitorianos. De igual modo, los nuevos dueños no querían mantener una franquicia en Estados Unidos.
El California Victory finalizó la temporada 2007 en última posición. Al término de la misma se confirmaría su desaparición con una deuda de 130.000 euros, que la USL terminaría reclamando al Alavés.